# Élection présidentielle sud-africaine de 1978
L'élection présidentielle sud-africaine de 1978 a opposé le premier ministre démissionnaire John Vorster, soutenu par le parti national à l'ancien chef du parti uni, De Villiers Graaff soutenu par le nouveau parti républicain, ainsi qu'au vice-chancelier de l'université du Witwatersrand, Guerino Bozzoli, soutenu par le parti progressiste fédéral. Conformément à la constitution sud-africaine de 1961, c'est le collège électoral réunissant les membres du sénat et de la chambre de l'assemblée du parlement sud-africain qui désigne celui qui exercera les fonctions protocolaires de président de l'État (State President) de la république d'Afrique du Sud.  
L'élection, organisée à la suite de la mort du président Nicolaas Johannes Diederichs, fut remportée par John Vorster qui entama son mandat le 10 octobre 1978. 